# Marko Podrascanin
Marko Podrascanin (Novi Sad, 29 de agosto de 1987) es un jugador de voleibol serbio que juega el la posición de central en el Trentino Volley y en la selección serbia.

## Trayectoria

### Clubes
Empieza su carrera en el equipo de su ciudad, el Vojvodina de Novi Sad serbio, debutando con el primer equipo en la temporada 2005/006. Consigue ganar un campeonato y una Copa de Serbia antes de marcharse a Italia en las filas del Volley Corigliano en verano de 2007.
El ano siguiente es contratado por uno de los equipos más poderosos de Italia el Volley Lube: en su ocho temporadas de permanencia en el club de Las Marcas Podrascanin se convierte en uno de los mejores centrales del mundo y gana dos campeonatos, una copa de Italia, tres Supercopas de Italia y una Challenge Cup.
En la temporada 2016/2017 se marcha al Sir Safety Perugia ayudando el equipo en ganar los primeros títulos de la historia del club y sumando a su palmarés otro campeonato además de dos copas y dos Supercopas de Italia.
En verano de 2020 ficha por el Trentino Volley y en octubre de 2021 gana su sexta Supercopa, convirtiéndose en el jugador que más veces ha conquistado el trofeo.

### Selección
Debuta con la selección serbia en 2007 formando parte de aquel equipo capaz de ganar las Eurocopas de 2011 y 2019 y la World League de 2016 además de otras medallas de plata y bronce.

## Palmarés

### Clubes
- Campeonato de Serbia (1) : 2006/07
- Copa de Serbia (1) : 2006/07
- Supercopa de Italia (6): 2008, 2012, 2014, 2017, 2019, 2021
- Campeonato de Italia (3): 2011/12, 2013/2014, 2017/2018
- Copa Italia (3): 2008/09, 2017/2018, 2018/19
- Challenge Cup (1): 2010/11